# Kim Kiếm Khiếu
Kim Kiếm Khiếu (tiếng Trung: 金劍嘯, 1910 - 1936) là bút hiệu của một văn sĩ Trung Hoa Dân quốc.

## Tiểu sử
Kim Kiếm Khiếu sinh tháng 12 năm 1910 tại thành phố Thẩm Dương. Ông có nguyên danh là Kim Thừa Tái (金承載), tự Bồi Chi (培之), hiệu Mộng Trần (夢塵), bút danh Kiếm Khiếu (劍嘯), Kiện Thạc (健碩), Ba Lai (巴來).
Thân sinh của Kim Kiếm Khiếu vốn là công nhân, năm ông lên 3 tuổi thì gia đình chuyển từ Thẩm Dương đến Cáp Nhĩ Tân. Ban sơ họ ngụ ở ngoại ô, sau đó lại chuyển đến số nhà 36 hẻm Đào Hoa. Năm lên 8 tuổi, Kim Kiếm Khiếu được gửi vào Tiểu học Chính Dương (nay là Tiểu học Tam Dục). 6 năm sau, ông tốt nghiệp và được thừa nhận là tín hữu Cơ Đốc giáo. Sau 3 năm học tập tại nhà thờ, ông thi đỗ vào Đại học Y khoa Cáp Nhĩ Tân.

## Ảnh hưởng
Sau cái chết oanh liệt của Kim Kiếm Khiếu, nữ sĩ Tiêu Hồng đã cảm khái viết bài tiếc thương ca Nhất lạp thổ nê (一粒土泥).